# Habronattus zebraneus
Habronattus zebraneus là một loài nhện trong họ Salticidae.
Loài này thuộc chi Habronattus. Habronattus zebraneus được Frederick Octavius Pickard-Cambridge miêu tả năm 1901.